# Стара (притока Латориці)
Стара́ — річка в Українських Карпатах, у межах Ужгородського і (частково) Мукачівського районів Закарпатської області. Права притока Латориці (басейн Тиси).

## Опис
Довжина 40 км, площа басейну 461 км². Долина біля витоків V-подібна (завширшки 30—300 м), ближче до низовини — трапецієподібна (завширшки до 1,6 км), у пониззі — з нечіткими обрисами. Заплава переважно двостороння, з'являється на 4 км нижче витоку. Річище завширшки від 2—5 м до 30 м, у нижній течії є розгалуження. Похил річки 14 м/км. Живлення мішане, з переважанням дощового. Для регулювання стоку під час паводків споруджено водосховища (найбільше — Андріївське), є ставки. Воду використовують для зрошення; рибальство.
Екологічний стан річки (особливо в середній та нижній течії) незадовільний.

## Розташування
Бере початок на південних схилах гори Маковиці, що у масиві Маковиця, на північ від села Гайдош. У пониззі тече Закарпатською низовиною. Спочатку річка тече з півночі на південь, у середній течії повертає на захід.

## Притоки
- В'єла, Солотвинський, Цигань (праві); Раковець, Бистра, Кучава, Полуй (ліві).